# Felsőszölnök
Felsőszölnök (slovinsky Gornji Senik, německy Oberzemming, latinsky Zelnuk Superior) je vesnice v Maďarsku v župě Vas, spadající pod okres Szentgotthárd. V roce 2015 zde žilo 584 obyvatel. Vesnice se nachází asi 13 km jihozápadně od Szentgotthárdu, blízko trojmezí Maďarska, Rakouska a Slovinska, a je nejzápadnějším sídlem Maďarska.
K Felsőszölnöku patří dvě malé části, mezi které se řadí Alsószölnöki tanyák a Jánoshegy.
Vesnice leží na silnici 7454. Je silničně spojená s maďarským sídlem Alsószölnök a se slovinskými sídly Martinje a Tvrdkova. U této obce se nachází hraniční přechod do Slovinska, do Rakouska se ale z Felsőszölnöku dostat nelze a nejbližší hraniční přechod je u Alsószölnöku.
Sídlem protékají potoky Szölnöki-patak a Török-patak, které se u Alsószölnöku vlévají do řeky Ráby.

## Partnerská města
- Kuzma, Slovinsko
- Sankt Martin an der Raab, Rakousko